# Acido selenioso
L'acido selenioso è un ossoacido di selenio che deriva dall'idratazione del diossido di selenio:
{\displaystyle {\ce {SeO2 + H2O -> H2SeO3}}}
La molecola ha struttura piramidale e forma legami a idrogeno.
Si tratta di un solido bianco cristallino isolabile puro, è un acido biprotico debole (Ka1 = 3,5·10−3) con proprietà redox che variano a seconda del pH:
- in ambiente acido (pH = 0)

{\displaystyle {\ce {H2SeO3 + 4H+ + 4e- -> Se + 3H2O}}}E° = +0,74 V
- in ambiente basico (pH = 14)

{\displaystyle {\ce {SeO3^2- + 4e- + 3H2O -> Se + 6OH-}}}E° = −0,37 V
Dall'acido si può ottenere selenio per riduzione con anidride solforosa:
{\displaystyle {\ce {H2SeO3 + 2SO2 + H2O -> Se + 2HSO4- + 2H+}}}
Questa reazione può essere utilizzata per recuperare il selenio dai fanghi anodici dell'elettrolisi del rame da cui si separa per sublimazione il diossido di selenio che per lavaggio con acqua dà l'acido selenioso.

## Composti
- Selenito di sodio